# 博耶爾山
75°7′S 72°4′W / 75.117°S 72.067°W
博耶爾山（英語：Mount Boyer）是南極洲的山峰，位於帕爾默地，處於貝克爾山西南面2公里，屬於梅里克山脈的一部分，美國地質調查局根據測量和美國海軍拍攝的空中照片繪入地圖，現時由南極條約體系管理。